# Hit Man. Assassí per casualitat
Hit Man. Assassí per casualitat (títol original en anglès, Hit Man) és una pel·lícula de comèdia romàntica estatunidenca de 2023 produïda i dirigida per Richard Linklater, que va coescriure el guió amb Glen Powell. La pel·lícula és protagonitzada pel mateix Powell, Adria Arjona, Austin Amelio, Retta i Sanjay Rao. Segueix els periples d'un contractista policial encobert de Nova Orleans que es fa passar per un sicari fiable mentre intenta salvar una dona necessitada. La premissa bàsica es basava en la història real d'un professor universitari que va treballar per a la policia de Houston a finals de la dècada del 1980 i durant la del 1990 com a fals sicari, tal com es descriu en un article de l'escriptor i periodista Skip Hollandsworth de 2001. S'ha doblat i subtitulat al català.
Es va projectar per primer cop al 80è Festival Internacional de Cinema de Venècia el 5 de setembre de 2023. Es va estrenar en una selecció de cinemes dels Estats Units el 24 de maig de 2024, abans del seu debut en estríming per Netflix el 7 de juny, amb l'aclamació de la crítica.